# Palamédész
Palamédész (görögül: Παλαμήδης) görög mitológiai hős, aki csellel rávette Odüsszeuszt, hogy részt vegyen a trójai háborúban.

## Élete
Naupliosz euboiai király és felesége, Klümené fia, Oiax és Nauszimedón testvére volt. Anyja révén Agamemnón és Menelaosz spártai király unokatestvére. Kheirónnál, a bölcs kentaurnál tanult Akhileusszal együtt. A hagyomány szerint az apja által alapított Naupliában, a mai Napflióban született. Róla nevezték el a város melletti Palamidi-dombokat.
A legenda szerint költő és feltaláló volt, igazi polihisztor. A hagyomány neki tulajdonítja a mértékek, a súlyok, a kocka- és drámajáték, valamint a borvegyítés bevezetését. Ő az ábécé feltalálója is, és neki köszönhető az évek, hónapok, napok használatának elterjesztése. Megtanította a görögöket arra, hogy miként navigáljanak az égitestek alapján, valamint atyja a görög hadsereg háromfokozatos beosztásának is.

## A trójai háború

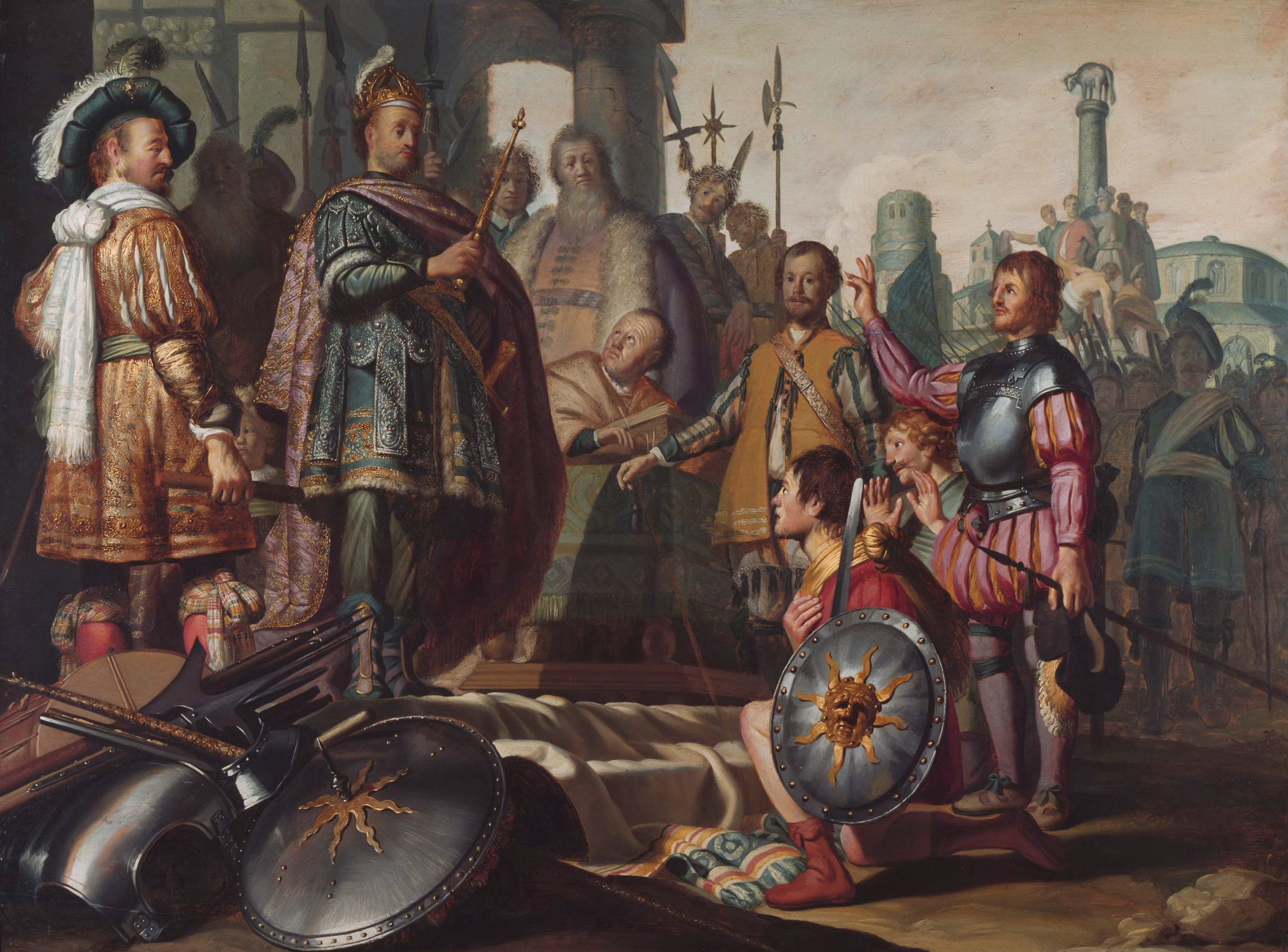
Rembrandt: Palamédész Agamemnón előtt (1626)

A hagyomány szerint ő vette rá csellel Odüsszeuszt, hogy részt vegyen a trójai háborúban. Odüsszeusz ugyanis nem akart csatlakozni a harcolókhoz, mert egy jóslat arra figyelmeztette: ha ezt megteszi, húsz évig nem tér haza feleségéhez és fiához. Odüsszeusz bolondnak tetette magát, amikor Agamemnón és Menelaosz felkereste Ithakában, és arra kérték, hogy vonuljon hadba: ekéje elé ökröt és lovat fogott, a barázdákba pedig mag helyett sót "vetett". Unokatestvérük, Palamédész azonban az állatok útjába rakta Odüsszeusz fiát, a csecsemő Télemakhoszt, akit az apja kénytelen volt kikerülni, így elárulva önmagát. Apollodórosznál Palamédész kardot rántott, és úgy tett, mintha le akarná szúrni Télemakhoszt, mire Odüsszeusz bevallotta, hogy csak színlelte az eszelőst.
Palamédész is hadba vonult, a béke hirdetője volt. Népszerű volt, hiszen többször megmentette az ostromlókat az éhhaláltól. A vezérek féltékenyek voltak rá, így a bosszúszomjas Odüsszeusz könnyen rávehette őket elítélésére. Odüsszeusz ugyanis kincseket és egy Priamosz trójai királytól származó, Palamédész megvesztegetését "bizonyító" levelet rejtett el az euboiai királyfi sátrában. A vezérek Palamédészt halálra ítélték, és megköveztették. Más változatok szerint Odüsszeusz és Diomédész halászás közben vízbe fojtotta, illetve egy száraz kútba leengedte, majd kővel betemette.
Oiax testvére halála után belevéste a történteket egy evező tollába, majd a lapátot bedobta a tengerbe, amely elsodródott Euboia-szigetéig. Naupliosz így tudta meg, miként végezte a fia. Naupliosz a Trójánál harcoló görögökhöz ment, de sikertelenül próbálta fia becsületét helyreállítani és elégtételt sem kapott; Agamemnón vezértársai egyetértésével elutasította kérését.
Palamédész még halálában is segítette a görögöket. Amikor a trójaiak azon tanakodtak, hogy milyen célt szolgálhat a város előtt álló faló, egy pásztor azt mondta nekik, ő Szinón, az elveszejtett Palamédész rokona, akinek Odüsszeusz szintén az életére tör. A trójaiak Szinón hatására vitték be a falovat a városba, ahol később a magát Palamédész rokonának nevező pásztor engedte ki belőle a rejtőzködő görögöket.

## Naupliosz bosszúja
Naupliosz, fia halála miatt bosszúból megkereste a harcosok otthon maradt feleségét, és arra biztatta őket, hogy csalják meg a távolban hadakozó urukat. Azt állította, hogy férjeik trójai rabnőkkel vigasztalódnak, akiket majd haza is hoznak. Nagy sikerrel járt Argoszban, ahol az Iphigeneia feláldozása miatt amúgy is keserű Klütaimnésztrát férje, Agamemnón ellen hangolta.
Ezen túl hamis jelzőtüzet gyújtott az Euboia-sziget déli csücskén, a Kaphéreusz-fokon, amely a part menti sziklák közé csalogatta a hazatérő akhájok hajóit. A bárkák közül több szétzúzódott, legénységük a vízbe fúlt.

## Palamédész a művészetben
Palamédész története csak Homérosz kora után terjedt el. A történetet több nagy görög drámaíró - például Szophoklész, Aiszkhülosz és Euripidész - is feldolgozta, de ezek nem maradtak fenn. Ovidius is megírta Palamédész történetét.
Leontinoi Gorgiasz, a híres szofista filozófus és rétor Palamédész védelme (Hüper Palamedusz) címmel védőbeszédet írt a mitológiai hős "számára". Palamédész híressé vált utolsó mondatát is belefoglalta: "Gyászollak, igazság, mert előbb haltál meg, mint én!" Palamédész alakja megjelent a képzőművészetben is: Antonio Canova szobrot készített róla, Tiepolo pedig megfestette azt a jelenetet, amikor leleplezi a bolondot tettető Odüsszeuszt.